# Anders Morath
Anders Morath (ur.  1944) – szwedzki brydżysta, World Life Master oraz Senior International Master (WBF), European Grand Master (EBL).
Anders Morath jest współautorem (wraz z Sven-Olov Flodquistem) systemu licytacyjnego Carrot Club.

## Wyniki brydżowe

### Olimpiady
Na olimpiadach uzyskał następujące rezultaty:
| Olimpiady brydżowe. Zawody teamów | Olimpiady brydżowe. Zawody teamów | Olimpiady brydżowe. Zawody teamów | Olimpiady brydżowe. Zawody teamów | Olimpiady brydżowe. Zawody teamów | Olimpiady brydżowe. Zawody teamów |
| Rok                               | Miejsce                           | Zawody                            | Kategoria                         | Drużyna                           | Pozycja                           |
| --------------------------------- | --------------------------------- | --------------------------------- | --------------------------------- | --------------------------------- | --------------------------------- |
| 2012                              | Lille                             | 2. Olimpiada Sportów Umysłowych   | Seniorzy                          | Sweden                            | 4                                 |
| 2008                              | Pekin                             | 1. Olimpiada Sportów Umysłowych   | Open                              | Sweden                            | 21                                |
| 2000                              | Maastricht                        | 11. Olimpiada Brydżowa            | Seniorzy                          | Sweden                            | 3                                 |
| 1992                              | Salsomaggiore                     | 9. Olimpiada Teamów               | Open                              | Sweden                            | 4                                 |
| 1980                              | Valkenburg                        | 6. Olimpiada Teamów               | Open                              | Sweden                            | 15                                |
| 1976                              | Monte Carlo                       | 5. Olimpiada Teamów               | Open                              | Sweden                            | 5                                 |

### Zawody światowe
W światowych zawodach zdobył następujące lokaty:
| Mistrzostwa Świata. Konkurencja teamów | Mistrzostwa Świata. Konkurencja teamów | Mistrzostwa Świata. Konkurencja teamów | Mistrzostwa Świata. Konkurencja teamów | Mistrzostwa Świata. Konkurencja teamów | Mistrzostwa Świata. Konkurencja teamów |
| Rok                                    | Miejsce                                | Zawody                                 | Kategoria                              | Drużyna                                | Pozycja                                |
| -------------------------------------- | -------------------------------------- | -------------------------------------- | -------------------------------------- | -------------------------------------- | -------------------------------------- |
| 2010                                   | Filadelfia                             | 13. Seria Mistrzostw Świata            | Seniorzy                               | Pri Investments                        | 24                                     |
| 2009                                   | São Paulo                              | 39. Mistrzostwa Świata Teamów          | Seniorzy                               | Sweden                                 | 5                                      |
| 2009                                   | São Paulo                              | 39. Mistrzostwa Świata Teamów          | Trans                                  | Sweden Seniors                         | 5                                      |
| 2007                                   | Szanghaj                               | 38. Mistrzostwa Świata Teamów          | Open                                   | Sweden                                 | 5                                      |
| 2006                                   | Werona                                 | 12. Mistrzostwa Świata                 | Open                                   | Morath                                 | 17                                     |
| 2003                                   | Monte Carlo                            | 36. Mistrzostwa Świata Teamów          | Open                                   | Sweden                                 | 13                                     |
| 2002                                   | Montreal                               | 11. Mistrzostwa Świata                 | Open                                   | Morath                                 | 65                                     |
| 1995                                   | Pekin                                  | 32. Mistrzostwa Świata Teamów          | Open                                   | Sweden                                 | 4                                      |
| 1991                                   | Jokohama                               | 30. Mistrzostwa Świata Teamów          | Open                                   | Sweden                                 | 3                                      |
| 1990                                   | Genewa                                 | 8. Mistrzostwa Świata                  | Open                                   | Gullberg                               | 17                                     |
| 1986                                   | Miami Beach                            | 7. Mistrzostwa Świata                  | Open                                   | Morath                                 | 7                                      |
| 1982                                   | Biarritz                               | 6. Mistrzostwa Świata                  | Open                                   | Morath                                 | 7                                      |
| 1977                                   | Manila                                 | 23. Mistrzostwa Świata Teamów          | Open                                   | Sweden                                 | 3                                      |

| Mistrzostwa Świata. Konkurencja par | Mistrzostwa Świata. Konkurencja par | Mistrzostwa Świata. Konkurencja par | Mistrzostwa Świata. Konkurencja par | Mistrzostwa Świata. Konkurencja par | Mistrzostwa Świata. Konkurencja par |
| Rok                                 | Miejsce                             | Zawody                              | Kategoria                           | Partner                             | Pozycja                             |
| ----------------------------------- | ----------------------------------- | ----------------------------------- | ----------------------------------- | ----------------------------------- | ----------------------------------- |
| 2006                                | Werona                              | 12. Mistrzostwa Świata              | Open                                | Bengt-Erik Efraimsson               | 52                                  |
| 2002                                | Montreal                            | 11. Mistrzostwa Świata              | Open                                | Bengt-Erik Efraimsson               | 25                                  |
| 1994                                | Albuquerque                         | 9. Mistrzostwa Świata               | Open                                | Sven-Ake Bjerregard                 | 21                                  |
| 1982                                | Biarritz                            | 6. Mistrzostwa Świata               | Open                                | Jorgen Lindqvist                    | 18                                  |

| Mistrzostwa Świata. Konkurencja indywidualna | Mistrzostwa Świata. Konkurencja indywidualna | Mistrzostwa Świata. Konkurencja indywidualna | Mistrzostwa Świata. Konkurencja indywidualna | Mistrzostwa Świata. Konkurencja indywidualna | Mistrzostwa Świata. Konkurencja indywidualna |
| Rok                                          | Miejsce                                      | Zawody                                       | Kategoria                                    | Pozycja                                      |                                              |
| -------------------------------------------- | -------------------------------------------- | -------------------------------------------- | -------------------------------------------- | -------------------------------------------- | -------------------------------------------- |
| 1996                                         | Paryż                                        | 3. Indywidualne Mistrzostwa Świata           | Open                                         | 48                                           |                                              |
| 1994                                         | Paryż                                        | 2. Indywidualne Mistrzostwa Świata           | Open                                         | 14                                           |                                              |

### Zawody europejskie
W europejskich zawodach zdobył następujące lokaty:
| Zawody europejskie. Konkurencja teamów | Zawody europejskie. Konkurencja teamów | Zawody europejskie. Konkurencja teamów   | Zawody europejskie. Konkurencja teamów | Zawody europejskie. Konkurencja teamów | Zawody europejskie. Konkurencja teamów |
| Rok                                    | Miejsce                                | Zawody                                   | Kategoria                              | Drużyna                                | Pozycja                                |
| -------------------------------------- | -------------------------------------- | ---------------------------------------- | -------------------------------------- | -------------------------------------- | -------------------------------------- |
| 2014                                   | Abacja                                 | 52. Mistrzostwa Europy Teamów            | Seniorzy                               | Sweden                                 | 2                                      |
| 2012                                   | Dublin                                 | 51. Mistrzostwa Europy Teamów            | Seniorzy                               | Sweden                                 | 11                                     |
| 2010                                   | Ostenda                                | 50. Mistrzostwa Europy Teamów            | Seniorzy                               | Sweden                                 | 13                                     |
| 2009                                   | San Remo                               | 4. Otwarte Mistrzostwa Europy            | Open                                   | Katt_bridge                            | 56                                     |
| 2008                                   | Pau                                    | 49. Mistrzostwa Europy Teamów            | Seniorzy                               | Sweden                                 | 2                                      |
| 2006                                   | Warszawa                               | 48. Mistrzostwa Europy Teamów            | Open                                   | Sweden                                 | 4                                      |
| 2003                                   | Mentona                                | 1. Otwarte Mistrzostwa Europy            | Open                                   | Morath                                 | 38                                     |
| 2002                                   | Salsomaggiore                          | 46. Mistrzostwa Europy Teamów            | Open                                   | Sweden                                 | 5                                      |
| 1997                                   | Montecatini                            | 43. Mistrzostwa Europy Teamów            | Open                                   | Sweden                                 | 8                                      |
| 1995                                   | Vilamoura                              | 42. Mistrzostwa Europy Teamów            | Open                                   | Sweden                                 | 4                                      |
| 1993                                   | Mentona                                | 41. Mistrzostwa Europy Teamów            | Open                                   | Sweden                                 | 5                                      |
| 1991                                   | Killarney                              | 40. Mistrzostwa Europy Teamów            | Open                                   | Sweden                                 | 2                                      |
| 1988                                   | Kopenhaga                              | 5. Puchar Europy Philip Morris           | Open                                   | Sweden                                 | 2                                      |
| 1981                                   | Birmingham                             | 35. Mistrzostwa Europy Teamów            | Open                                   | Sweden                                 | 7                                      |
| 1979                                   | Lozanna                                | 34. Mistrzostwa Europy Teamów            | Open                                   | Sweden                                 | 8                                      |
| 1977                                   | Elsinore                               | 33. Mistrzostwa Europy Teamów            | Open                                   | Sweden                                 | 5                                      |
| 1968                                   | Praga                                  | 1. Młodzieżowe Mistrzostwa Europy Teamów | Juniorzy                               | Sweden                                 | 1                                      |

| Zawody europejskie. Konkurencja par | Zawody europejskie. Konkurencja par | Zawody europejskie. Konkurencja par | Zawody europejskie. Konkurencja par | Zawody europejskie. Konkurencja par | Zawody europejskie. Konkurencja par |
| Rok                                 | Miejsce                             | Zawody                              | Kategoria                           | Partner                             | Pozycja                             |
| ----------------------------------- | ----------------------------------- | ----------------------------------- | ----------------------------------- | ----------------------------------- | ----------------------------------- |
| 2009                                | San Remo                            | 4. Otwarte Mistrzostwa Europy       | Open                                | Bengt-Erik Efraimsson               | 190                                 |
| 2005                                | Teneryfa                            | 2. Otwarte Mistrzostwa Europy       | Open                                | Bengt-Erik Efraimsson               | 143                                 |
| 2003                                | Mentona                             | 1. Otwarte Mistrzostwa Europy       | Open                                | Mårten Gustawsson                   | 5                                   |

## Klasyfikacja
- Anders Morath – klasyfikacja WBF (ang.)
- Anders Morath – klasyfikacja EBL (ang.)